# Редькинский сельсовет (Башкортостан)
Редькинский сельсове́т — упразднённая в 2008 году административно-территориальная единица и сельское поселение (тип муниципального образования) в составе Краснокамского района. Объединён с сельским поселением Куяновский сельсовет.

## Состав сельсовета
Деревни Барьязибаш (административный центр), Новохазино, Редькино, Старый Ашит, Такталачук

## История
Закон Республики Башкортостан от 19.11.2008 N 49-з «Об изменениях в административно-территориальном устройстве Республики Башкортостан в связи с объединением отдельных сельсоветов и передачей населённых пунктов», ст.1 п. 30) гласил:

 "Внести следующие изменения в административно-территориальное устройство Республики Башкортостан:
 по Краснокамскому району:

а) объединить Куяновский и Редькинский сельсоветы с сохранением наименования «Куяновский» с административным центром в селе Куяново.
Включить деревни Барьязибаш, Новохазино, Редькино, Старый Ашит, Такталачук Редькинского сельсовета в состав Куяновского сельсовета.

Утвердить границы Куяновского сельсовета согласно представленной схематической карте.

Исключить из учётных данных Редькинский сельсовет

## Географическое положение
На 2008 год граничил с муниципальными образованиями: Куяновский сельсовет, Новобуринский сельсовет, Новокаинлыковский сельсовет («Закон Республики Башкортостан от 17.12.2004 N 126-з (ред. от 19.11.2008) „О границах, статусе и административных центрах муниципальных образований в Республике Башкортостан“»).